# Ploské, Košice-okolie
Ploské este o comună slovacă, aflată în districtul Košice-okolie din regiunea Košice. Localitatea se află la altitudinea de 277 m deasupra n.m., se întinde pe o suprafață de 10,01 km2 și în 2017 număra 931 de locuitori.

## Istoric
Localitatea Ploské este atestată documentar din 1270.

## Demografie
| An:                | 1994 | 2004    | 2014   | 2024    |
| ------------------ | ---- | ------- | ------ | ------- |
| Număr de persoane: | 700  | 811     | 874    | 1032    |
| Diferență:         |      | +15,85% | +7,76% | +18,07% |

| An:                | 2023 | 2024   |
| ------------------ | ---- | ------ |
| Număr de persoane: | 1003 | 1032   |
| Diferență:         |      | +2,89% |